# Le Garde du corps (film, 1961)
Pour les articles homonymes, voir Le Garde du corps.
Pour plus de détails, voir Fiche technique et Distribution.
Le Garde du corps (用心棒, Yōjinbō), également très connu sous le titre Yojimbo, est un film japonais réalisé par Akira Kurosawa, sorti en 1961. Mêlant habilement les genres du jidai-geki (film d'époque) et du film noir, il est devenu l'une des œuvres les plus influentes de Kurosawa, tant au Japon qu'à l'international.
L'intrigue se déroule dans un village japonais du XIXe siècle, déchiré par la rivalité entre deux clans criminels. Le film met en scène Toshirō Mifune dans le rôle de Sanjuro, un rōnin (samouraï sans maître) cynique et rusé qui arrive dans ce village et décide de jouer les deux clans l'un contre l'autre pour son profit personnel.
Le Garde du corps se distingue par son ton ironique, son humour noir et sa critique acerbe de la cupidité et de la corruption. Kurosawa subvertit les codes traditionnels du film de samouraï en présentant un anti-héros amoral dans un monde dénué d'honneur, tout en conservant les éléments spectaculaires du genre, notamment les scènes de combat chorégraphiées. L'œuvre a eu un fort impact sur le cinéma mondial. Elle a inspiré directement le western spaghetti Pour une poignée de dollars (1964) de Sergio Leone, lançant ainsi un dialogue créatif entre les genres du western et du film de samouraï. Son influence s'est également étendue au cinéma d'action contemporain, faisant du Garde du corps un jalon important dans l'histoire du cinéma.
Acclamé pour sa réalisation innovante, son scénario astucieux et la performance emblématique de Mifune, Le Garde du corps reste l'un des films les plus célèbres et les plus appréciés de Kurosawa, illustrant la maîtrise du cinéaste au sommet de son art.

## Synopsis
À la fin de l'époque Tokugawa (XIXe siècle), Sanjuro Kuwabatake, samouraï sans maître (un rōnin), arrive dans le village de Manome, près d'Edo (ancien nom de Tokyo), divisé par une lutte impitoyable entre deux clans. Le premier est commandé par Seibei et le second par Ushi-Tora soutenu par Tokuyemon le brasseur de saké. Ils cherchent tous deux à dominer les lieux, avec l'aide de bandits qu'ils ont recrutés. Le maire Tazayemon, faible, laisse faire.
Sanjuro est pris à partie par le chef de la police, corrompu, qui lui propose de rejoindre un des deux clans. Gonji, vendeur de saké tenant un bar, lui conseille au contraire de partir au plus vite : il risque d'être aussi une victime de ce conflit. Mais le rōnin décide  au contraire de rester et de tirer profit de la situation.
Sanjuro, après une scène de bagarre expéditive où il met hors d'état de nuire trois hommes d'Ushi-Tora, fait croire à Seibei qu'il va se joindre à lui, moyennant une forte somme, 50 ryō. Mais, après avoir surpris une conversation entre son nouvel employeur et Orin, la femme de ce dernier, il comprend que le couple veut le faire tuer une fois la mission remplie. Alors que les deux bandes au grand complet se font face dans la rue principale, Sanjuro décide d'abandonner le combat et prévient l'autre clan qu'il ne participera pas à l'attaque. Il monte dans un beffroi, décidant de considérer la scène vue de haut. Il peut ainsi observer les deux bandes qui s'invectivent de manière grotesque. L'arrivée d'un émissaire du pouvoir central oblige toutefois les partisans à remettre leur affrontement à plus tard.
Inokichi (un frère d'Ushi-Tora) d'un côté et Orin de l'autre, cherche chacun à obtenir l'aide de ce guerrier, en vain. La présence de l'émissaire contraint les deux clans à se tenir tranquilles. Mais l'envoyé du pouvoir doit partir après avoir appris le meurtre d'un fonctionnaire dans un autre village. Les choses reprennent leur cours. Néanmoins, un accord semble être parvenu entre les deux bandes, ce qui contrarie les plans de Sanjuro. Celui-ci décide d'envenimer la situation : il retrouve les deux tueurs du fonctionnaire, Hachi et Kuma, engagés par Ushi-Tora pour obliger l'émissaire à partir. Il les livre à Seibei, qui y voit le moyen de faire arrêter son rival. Sanjuro va alors prévenir Ushi-Tora des intentions de son rival. Ushi-Tora charge ses deux frères, Inokichi et Unosuke, possédant un pistolet occidental, d'enlever Yoichiro, le fils de Seibei. Un échange est alors organisé mais Unosuke en profite pour abattre Hachi et Kuma afin qu'ils ne témoignent pas contre son frère. Yoichiro reste prisonnier. En représailles, Seibei fait kidnapper une jolie femme qui était promise à Tokuyemon.
Un nouvel échange a lieu, avec succès. Sanjuro est ému par la situation de la femme promise à Tokuyemon car elle a été, contre son gré, enlevée à son époux et à son fils. Il accepte de l'argent d'Ushi-Tora pour le servir. Puis il berne Inokichi et profite de la nuit pour libérer la femme après avoir éliminé ses six gardiens. Il permet au couple de quitter le village, en leur offrant l'argent donné par Ushi-Tora.
Mais son geste héroïque est pour lui synonyme de perte : confondu par Unosuke, il est torturé puis enfermé dans une pièce dont il parvient cependant à s'échapper. Aidé de Gonji, il va se cacher dans un temple. Pendant ce temps, la confrontation dans le village tourne à l'avantage de Ushi-Tora, qui anéantit tous ses adversaires : Orin meurt et Seibei est tué d'une balle par Unosuke. Leur fils périt aussi. Sanjuro se rétablit, ravitaillé par Gonji, mais il apprend que son ami a été arrêté. Le rōnin décide d'aller affronter le dernier clan. Dans la bataille finale, armé de son sabre, il élimine l'un après l'autre tous ses adversaires (dont Ushi-Tora et ses deux frères). Gonji est libéré.
Dans une dernière scène, Sanjuro, très laconique, conclut qu'il y aura maintenant un peu de tranquillité dans ce village. Laissant la petite ville dans la désolation, le vent et la poussière, le rōnin, véritable vainqueur dans ce récit, repart comme il était venu, libre et solitaire, comme une sorte de justicier autonome.

## Fiche technique

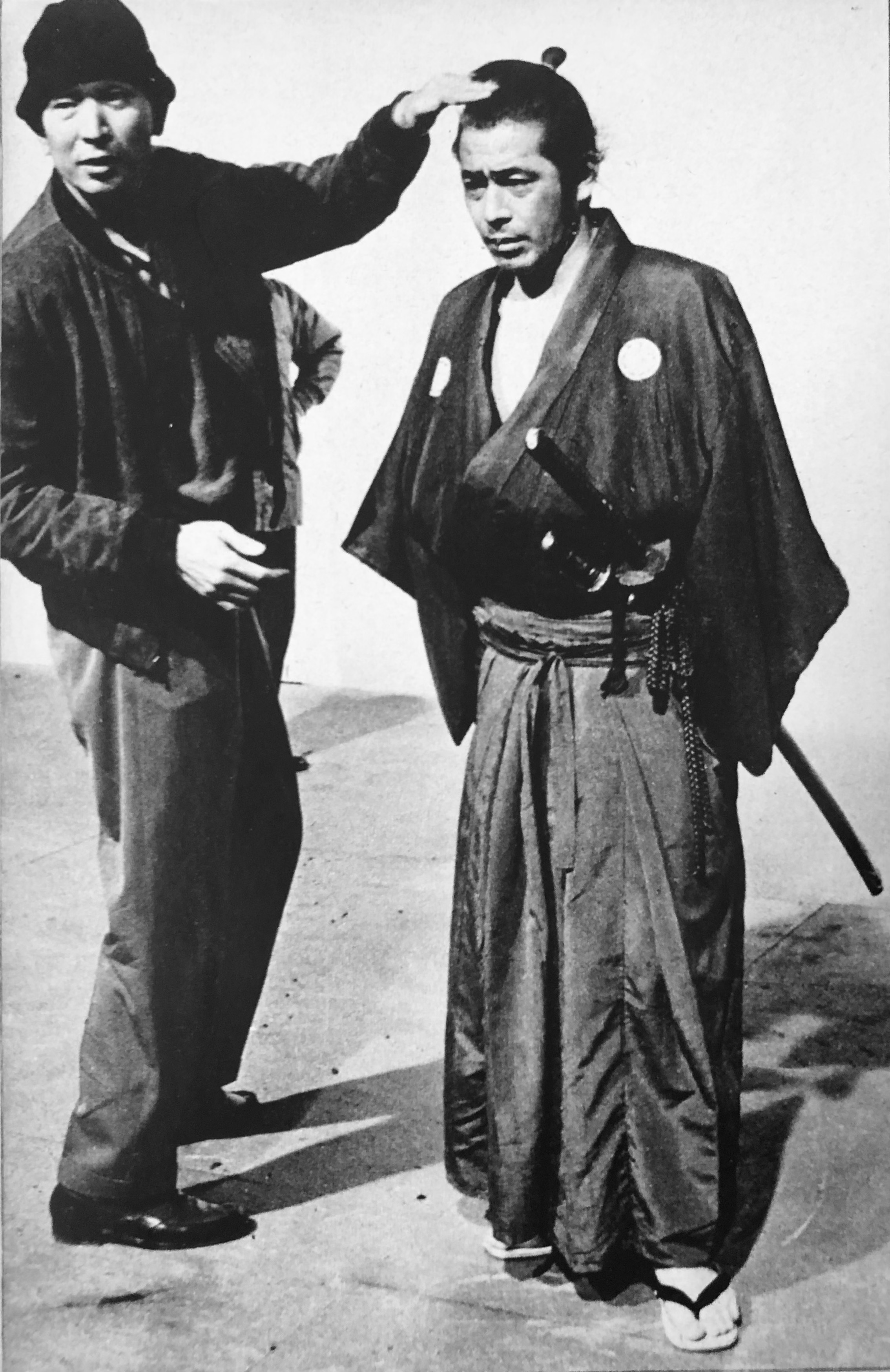
Akira Kurosawa et Toshirō Mifune lors du tournage du film.

- Titre français : Le Garde du corps
- Titre original : 用心棒 (Yōjinbō?)
- Réalisation : Akira Kurosawa
- Production : Akira Kurosawa
- Scénario : Ryūzō Kikushima, Akira Kurosawa
- Musique originale : Masaru Satō
- Photographie : Kazuo Miyagawa
- Premier assistant opérateur : Takao Saitō
- Création des décors : Yoshirō Muraki
- Montage : Akira Kurosawa
- Société de production : Kurosawa Productions
- Société de distribution : Tōhō
- Pays de production :  Japon
- Langue originale : japonais
- Format : noir et blanc -
- Durée : 110 minutes
- Dates de sortie :
  - Japon : 25 avril 1961[1]

## Distribution

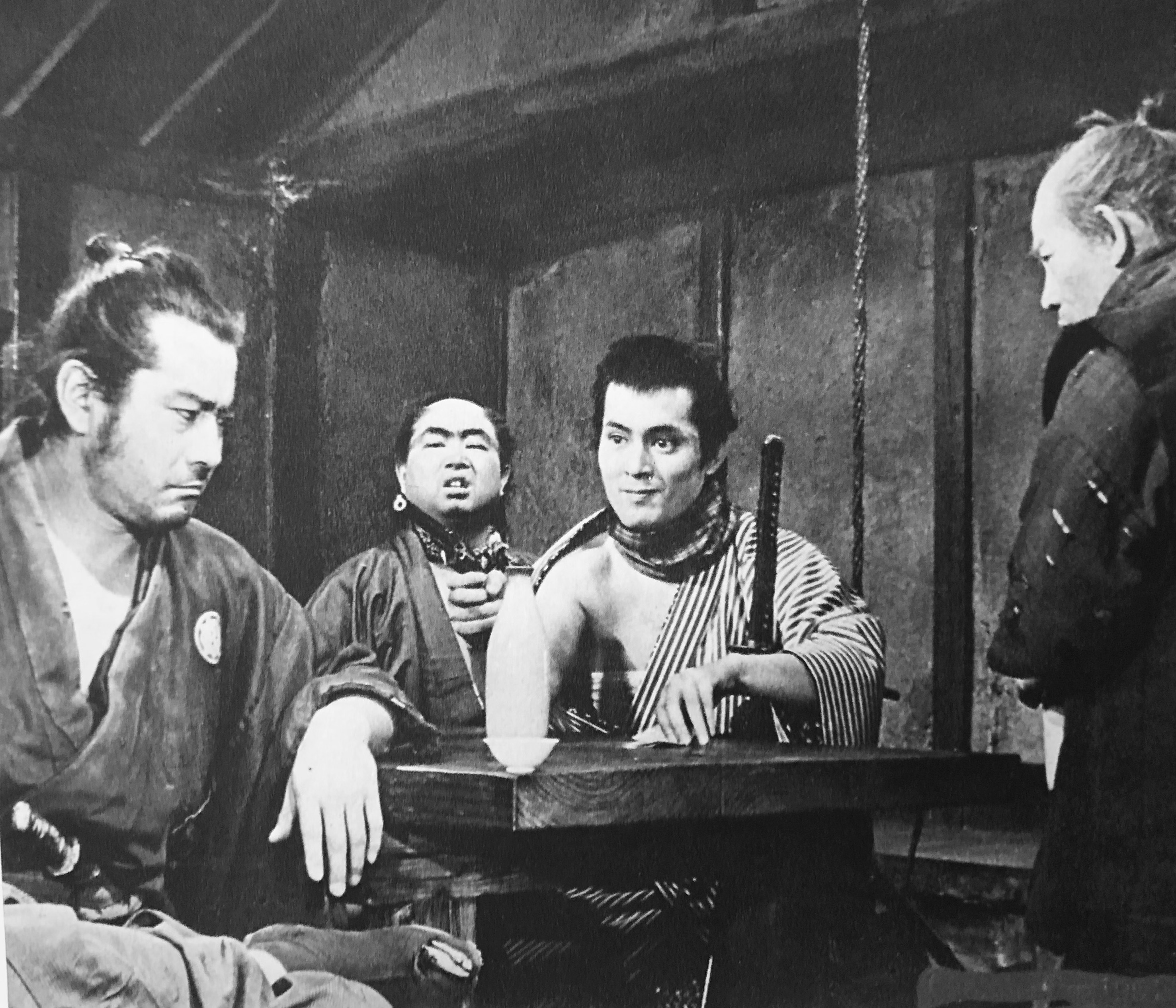
Scène du film avec Toshirō Mifune, Daisuke Katō, Tatsuya Nakadai et Eijirō Tōno.

- Toshirō Mifune : Sanjuro Kuwabatake
- Tatsuya Nakadai : Unosuke
- Yōko Tsukasa : Nui
- Isuzu Yamada : Orin
- Daisuke Katō : Inokichi, le frère rondouillet d'Ushitora
- Seizaburō Kawazu : Seibei
- Takashi Shimura : Tokuemon
- Hiroshi Tachikawa : Yoichiro
- Yōsuke Natsuki : le fils de Kohei
- Eijirō Tōno : Gonji, le tavernier
- Kyū Sazanka (ja) : Ushitora
- Ichirō Nakatani

## Production

### Développement
Kurosawa déclare qu'une source majeure pour l'intrigue est le classique du film noir de 1942 La Clé de verre, une adaptation du roman de 1931 de Dashiell Hammett portant le même nom. En particulier, la scène où le héros est capturé, torturé et finit par s'échapper est copiée presque plan par plan sur La Clé de verre. Il a été noté que l'intrigue générale du Garde du corps est plus proche de celle d'un autre roman de Hammett, La Moisson rouge (1929). Le spécialiste de Kurosawa, David Desser, et le critique de cinéma Manny Farber affirment que La Moisson rouge est l'inspiration pour le film ; d'autres, comme Donald Richie et d'autres spécialistes pensent que les ressemblances sont dues à des coïncidences.
Lorsqu'on lui demande son nom, le samouraï se nomme « Kuwabatake Sanjuro », qu'il semble inventer en regardant un champ de mûres près de la ville. Ainsi, le personnage peut être vu comme un exemple précoce de l'« Homme sans nom » (d'autres exemples apparaissent dans plusieurs romans antérieurs, y compris La Moisson rouge de Dashiell Hammett). Le solitaire taciturne et les villageois sans défense rappellent Les Sept Samouraïs déjà réalisé par Kurosawa en 1954.
Kurosawa se serait aussi inspiré de la pièce Arlequin serviteur de deux maîtres de Goldoni, selon Sergio Leone, parlant de son film Pour une poignée de dollars « Et comme ce récit [(Garde du corps (Yōjimbō, 1961)] s’inspirait également d’Arlequin serviteur de deux maîtres de Goldoni, je n’avais aucun complexe d’être italien pour opérer cette transplantation. »

### Distribution
De nombreux acteurs du Garde du corps sont des collaborateurs réguliers de Kurosawa, notamment Toshirō Mifune, Takashi Shimura et Tatsuya Nakadai.

### Tournage
Après que Kurosawa ait réprimandé Mifune pour être arrivé en retard sur le plateau un matin, Mifune fait en sorte d'être prêt sur le plateau à 6h00 chaque jour en maquillage complet et en costume pour le reste du tournage du film.
C'est le deuxième film où le réalisateur Akira Kurosawa collabore avec le directeur de la photographie Kazuo Miyagawa (le premier étant Rashōmon en 1950). L'entraînement et la chorégraphie des combats à l'épée pour le film sont réalisées par Yoshio Sugino de la Tenshin Shōden Katori Shintō-ryū et Ryū Kuze.

### Musique
La bande sonore du film a reçu des critiques positives. Michael Wood (en) écrivant rétrospectivement pour le London Review of Books trouve la bande sonore du film de Masaru Satō efficace dans son approche « enjouée et cliquetante », déclarant :
« Le film est plein de musique. Masaru Satō a dit que l'influence principale de la bande sonore bruyante et spirituelle était Henry Mancini. Cela ne ressemble pas à Diamants sur canapé, ni à Le Jour du vin et des roses. Le son latin retentissant de La Soif du mal s'en rapproche, mais en réalité, on ne penserait pas à Mancini si on ne nous l'avait pas dit. L'effet de Satō comporte beaucoup de tambours, mélange des flûtes traditionnelles japonaises et d'autres instruments avec des bruits de big band américain, et semble enjoué et cliquetant tout au long, discrètement décalé, comme si la moitié du groupe jouait dans la mauvaise tonalité. C'est distrayant au début, puis on réalise que ce n'est pas de la décoration, c'est un commentaire. C'est un compagnon de Sanjuro, le son de son esprit, discordant et indéfectible et non sérieux, même quand il est sale et silencieux et apparemment solennel. »

## Sortie
Le Garde du corps sort au Japon le 25 avril 1961. Le film est distribué par Seneca International en versions sous-titrée et doublée aux États-Unis en septembre 1961.

### Box-office
Le Garde du corps est le quatrième plus grand succès au Japon de 1961, avec des recettes de location de distribution de 351 millions yens. À l'étranger, le film sort en septembre 1961 en Amérique du Nord, mais les recettes de cette sortie sont actuellement inconnus. Lors du festival Kurosawa & Mifune de 2002 aux États-Unis, le film rapporte 561 692 $. En Corée du Sud, une exploitation de 2012 rapporte 1,566 millions wons.
En Europe, une exploitation limitée en France en janvier 1991 attire 14 178 spectateurs, équivalent à un revenu brut estimé d'environ 63 801 €,. D'autres ressorties limitées en Europe ont vendu 3 392 billets entre 2000 et 2018, équivalent à un revenu brut estimé d'au moins 18 995 €. Cela totalise un revenu brut estimé de 678 950 $ à l'étranger, et un revenu brut estimé de 2 508 950 $ dans le monde.
Ajusté pour l'inflation des prix des billets, à 2012, ses recettes brutes japonaises équivalent à un revenu estimé de 9,75 milliards de yens (122 millions $), ou 162 millions $ ajusté à l'inflation en 2023. Les revenus bruts à l'étranger des ressorties nord-américaines et européennes depuis 1991 équivalent à environ 1,5 million $ ajusté à l'inflation, totalisant un total brut estimé ajusté pour l'inflation de plus de 137 millions $ dans le monde.

## Accueil critique
Le Garde du corps est nommé à l'Oscar de la meilleure création de costumes à la 34e cérémonie des Oscars. Toshirō Mifune remporte la Coupe Volpi de la meilleure interprétation masculine à la Mostra de Venise 1961.
Une projection de 1968 dans la census-designated place de Columbia au Maryland est considérée comme trop violente pour les spectateurs, poussant les hôtes à se cacher dans les toilettes pour éviter le public.
Dans une rétrospective du film, Michael Wood (en) écrivant pour le London Review of Books trouve que le film couvre plusieurs genres et le compare à d'autres films westerns et samouraïs des années 1950, 60 et 70, tels que Les Sept Samouraïs, Pour une poignée de dollars, Le train sifflera trois fois, Josey Wales hors-la-loi, et Rashōmon, déclarant, « (Le film contient) comédie, satire, conte folklorique, action, western, samouraï, et quelque chose comme une comédie musicale sans chansons. Comme tout le monde le dit, cette œuvre n'est pas aussi profonde que Rashōmon ou aussi immédiatement mémorable que Les Sept Samouraïs. Mais elle est plus drôle que n'importe quel western de l'un ou l'autre côté du monde, et sa seule concurrence, dans un mode plus sombre, serait Josey Wales hors-la-loi (1976) de Clint Eastwood ». En 2009, le film est classé à la 23e place sur la liste des Meilleurs films japonais de tous les temps par le magazine de cinéma japonais Kinema Junpō. Le Garde du corps est également classé à la 95e place dans la liste des 500 plus grands films de tous les temps du magazine Empire. Selon le critique Jean Douchet, « sous ses allures de western, il dissimule une mouture nippone de la série noire ».

## Suite
En 1962, Kurosawa réalise Sanjuro, initialement prévu pour être une adaptation directe de la nouvelle de Shūgorō Yamamoto Hibi Heian (日日平安, lit. « Jours paisibles »), mais réécrite pour inclure Mifune et son personnage à la suite du succès du Garde du corps.
Dans les deux films, il invente son nom de famille en regardant des plantes par hasard lorsqu'on lui demande son nom : dans Le Garde du corps, ce sont les mûriers qui nourrissent les vers à soie de la ville, et dans Sanjuro, ce sont les buissons de camélia utilisés pour faire du thé.

## Postérité

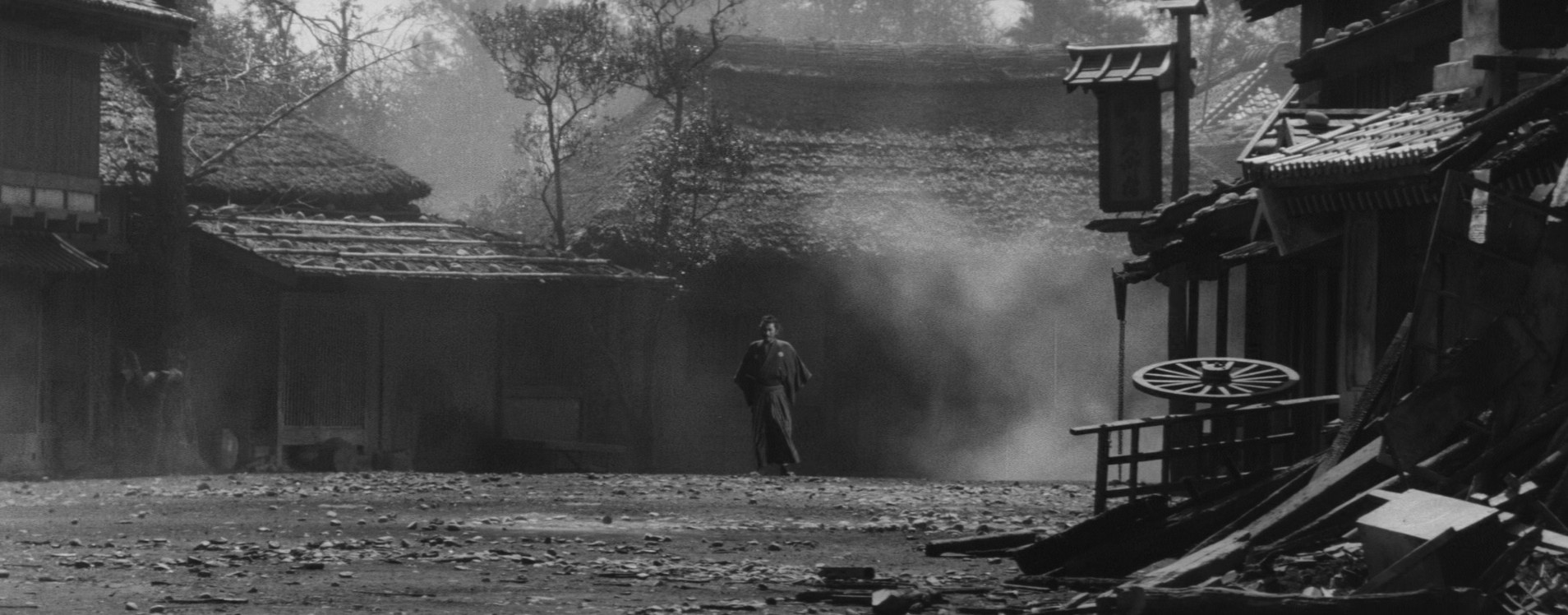
Photographie d'influence occidentale ; Toshirō Mifune dans le rôle d'un héros solitaire dans un cadre large.

Au Japon comme en Occident, Le Garde du corps a eu une influence dans diverses formes de divertissement, commençant par un remake intitulé Pour une poignée de dollars (1964), un western spaghetti de Sergio Leone et mettant en vedette Clint Eastwood dans sa première apparition en tant que l'Homme sans nom. Ce film est suivi de deux préquelles. Les trois films sont collectivement connus sous le nom de « trilogie du dollar ». Leone et sa société de production n'ont pas réussi à obtenir les droits de remake du film de Kurosawa, ce qui a entraîné un procès retardant la sortie de Pour une poignée de dollars en Amérique du Nord pendant trois ans (à ce titre, c'est pour rappeler les origines du film qu'Ennio Morricone a ajouté dans l'orchestration de la partition composée pour l'occasion un shakuhachi). Le litige est réglé à l'amiable pour un accord non divulgué avant la sortie américaine. Dans Le Garde du corps, le protagoniste vainc un homme portant une arme à feu, alors qu'il ne porte qu'un couteau et une épée ; dans la scène équivalente de Pour une poignée de dollars, le personnage de Clint Eastwood, armé d'un pistolet, survit à une blessure de fusil en cachant une plaque de fer sous ses vêtements pour servir de bouclier contre les balles.
Une deuxième adaptation plus libre de western spaghetti, Django (1966), est réalisée par Sergio Corbucci et met en vedette Franco Nero dans le rôle-titre. Connu pour son haut niveau (à l'époque de sa sortie) de violence graphique, le personnage et le titre du film sont repris dans deux films officiels (une suite et une préquelle) et plus de trente non officiels,,.
Le film Zatoïchi contre Yojimbo (1970) met en scène Mifune dans un rôle quelque peu similaire. C'est le vingtième d'une série de films mettant en vedette le bretteur aveugle Zatoichi. Bien que Mifune ne joue clairement pas le même « Yojimbo » que dans les deux films de Kurosawa (son nom est Sasa Daisaku, et sa personnalité et son passé sont différents à bien des égards), le titre du film et une partie de son contenu visent à suggérer l'image des deux personnages iconiques de jidai-geki se confrontant.
L'Embuscade (en) (1970), réalisé la même année, met en vedette Mifune en tant que rōnin qui ressemble et agit encore plus comme Sanjuro et est appelé simplement « Yojimbo » tout au long du film, mais dont le nom est en réalité Shinogi Tōzaburō. Comme c'est le cas avec Sanjuro, le nom de famille de ce personnage, Shinogi (鎬), n'est pas un véritable nom de famille, mais plutôt un terme signifiant « arêtes sur une lame ».
Le personnage de Mifune devient le modèle pour le personnage de John Belushi, Samurai Futaba, dans le Saturday Night Live.
Star Wars, épisode IV : Un nouvel espoir (1977) rend un hommage narratif et visuel au Garde du corps pendant la scène de la cantina au début du film. Lorsque Luke Skywalker s'approche du bar, il est accosté par Ponda Baba et Docteur Evazan, qui, comme les joueurs confrontant Sanjuro, l'informent des peines criminelles sérieuses qu'ils ont reçues ailleurs (des condamnations à mort dans 12 juridictions) pour l'intimider. Obi-Wan Kenobi intervient juste au moment où ils menacent la vie de Luke, et après avoir brièvement manié son sabre laser, la caméra montre également un avant-bras coupé sur le sol pour démontrer l'habileté du personnage avec l'arme.
De même, Star Wars, épisode VIII : Les Derniers Jedi (2017) est également fortement influencé par Le Garde du corps. Dans le troisième acte du film, la tenue de Luke Skywalker rappelle visuellement celle de Sanjuro, les deux personnages sont également cadrés en plan large (en) et sont dépeints comme des « héros solitaires » devant affronter une menace plus grande par eux-mêmes, Sanjuro affronte Ushitora, Unosuke et leur gang tandis que Luke affronte tout le Premier Ordre. Pendant son affrontement avec Kylo Ren, la dernière réplique de Luke est « À bientôt, gamin », qui rappelle la dernière réplique de Sanjuro, « Aba yo », signifiant « À bientôt ».
Le scénariste de James Bond, Michael G. Wilson, compare l'écriture de Permis de tuer à celle du Garde du corps de Kurosawa, où un samouraï « sans attaquer le méchant ou ses acolytes, mais en semant les graines de la méfiance, parvient à faire tomber le méchant lui-même ».
Kaine le mercenaire (en) (1984) est une autre réécriture de l'histoire, celle-ci dans un monde fantastique.
Dernier Recours (1996) est un film d'action à l'époque de la Prohibition réalisé par Walter Hill et mettant en vedette Bruce Willis. C'est un remake officiel du Garde du corps, Kikushima et Kurosawa étant spécifiquement crédités au générique pour avoir fourni l'histoire originale.
À la fin de l'épisode XXIII (S02E10) de la série animée Samouraï Jack (2002; S02), un Jack triomphant s'éloigne seul dans une scène (et accompagné de musique) influencée par la scène finale et la musique du Garde du corps. Dans l'épisode XXVI (S02E13), Jack affronte un gang qui a détruit ses sandales, utilisant les répliques de Clint Eastwood dans Pour une poignée de dollars, mais en remplaçant « sandale » par « mule ». L'influence du Garde du corps en particulier (et des films de Kurosawa en général) sur la série animée a été notée par Matthew Millheiser sur DVDtalk.
Inferno (1999) (également connu sous le nom de Desert Heat) est un remake et un hommage au Garde du corps.
La série de bandes dessinées Usagi Yojimbo de Stan Sakai (publié depuis 1984) est inspirée des films de Kurosawa.
Le scénario des frères Coen pour leur film Miller's Crossing (1990) s'inspire lui aussi du film de Kurosawa.

## Hommages et clins d'œil
- Dans le film Bodyguard de Mick Jackson, Kevin Costner, lui aussi garde du corps, regarde le film. Il se sert d'ailleurs d'un katana.
- Dans le jeu Tenchu : La Colère divine sorti sur PlayStation 2, le personnage de Tajima est directement inspiré d'Unosuke : même attitude, même tenue vestimentaire, même passion pour les armes à feu.
- Yojimbo est également une invocation de Final Fantasy X, unique du fait qu'il n'attaque généralement qu'après avoir été payé au préalable. Plus la quantité d'argent qu'on lui offre est grande, plus l'attaque qui suit est destructrice. Son attaque ultime, zanmato, est unique car étant capable de terrasser instantanément n'importe quel ennemi.
- Dans le jeu Final Fantasy XIV une série de missions faisant suite à l'expansion Stormblood fait intervenir Yojimbo, samuraï garde du corps, comme antagoniste[41].